# Вадодара (аэропорт)
Аэропорт Вадодара (англ. Аэропорт Вадодара) (ИАТА: BDQ, ИКАО: VABO) — гражданский аэропорт, расположенный на северо-востоке от города Вадодара, штат Гуджарат, Индия. Это второй по величине аэропорт в штате Гуджарат после аэропорта Сардара Валлабхай Пателя.

## Терминал
Новый международный терминал был открыт в 2016 году премьер-министром Индии Нарендра Моди. В терминале находятся большой живописный сад, скульптуры и другие произведения искусства. Новое здание международного терминала держит мировой рекорд по длине кровельных листов (164,2 метра). Терминал способен обрабатывать 700 пассажиров в час. В будущем планируется постройка грузового терминала, расширение взлётно-посадочной полосы.

## Инциденты
В июле 1995 года самолёт Fokker F27 авиакомпании East West Airlines выполнял тренировочные упражнения. Левая основное шасси сломалась при приземлении. Никто не пострадал.